# Polyxenus tuberculatus
Polyxenus tuberculatus är en mångfotingart som beskrevs av Pierce 1940. Polyxenus tuberculatus ingår i släktet Polyxenus och familjen penseldubbelfotingar. Inga underarter finns listade i Catalogue of Life.